# Firestone (métro de Los Angeles)
Pour les articles homonymes, voir Firestone.
Firestone est une station du métro de Los Angeles desservie par les rames de la ligne A et située à Florence-Graham en Californie.

## Localisation
Station aérienne du métro de Los Angeles, Firestone est située sur la ligne A dans le quartier Firestone Park du census-designated place de Florence-Graham au sud de Los Angeles. La station est également située non loin de la ville de South Gate.

## Histoire
Firestone a été mise en service le 14 juillet 1990 lors de l'ouverture de la ligne.

## Service

### Accueil

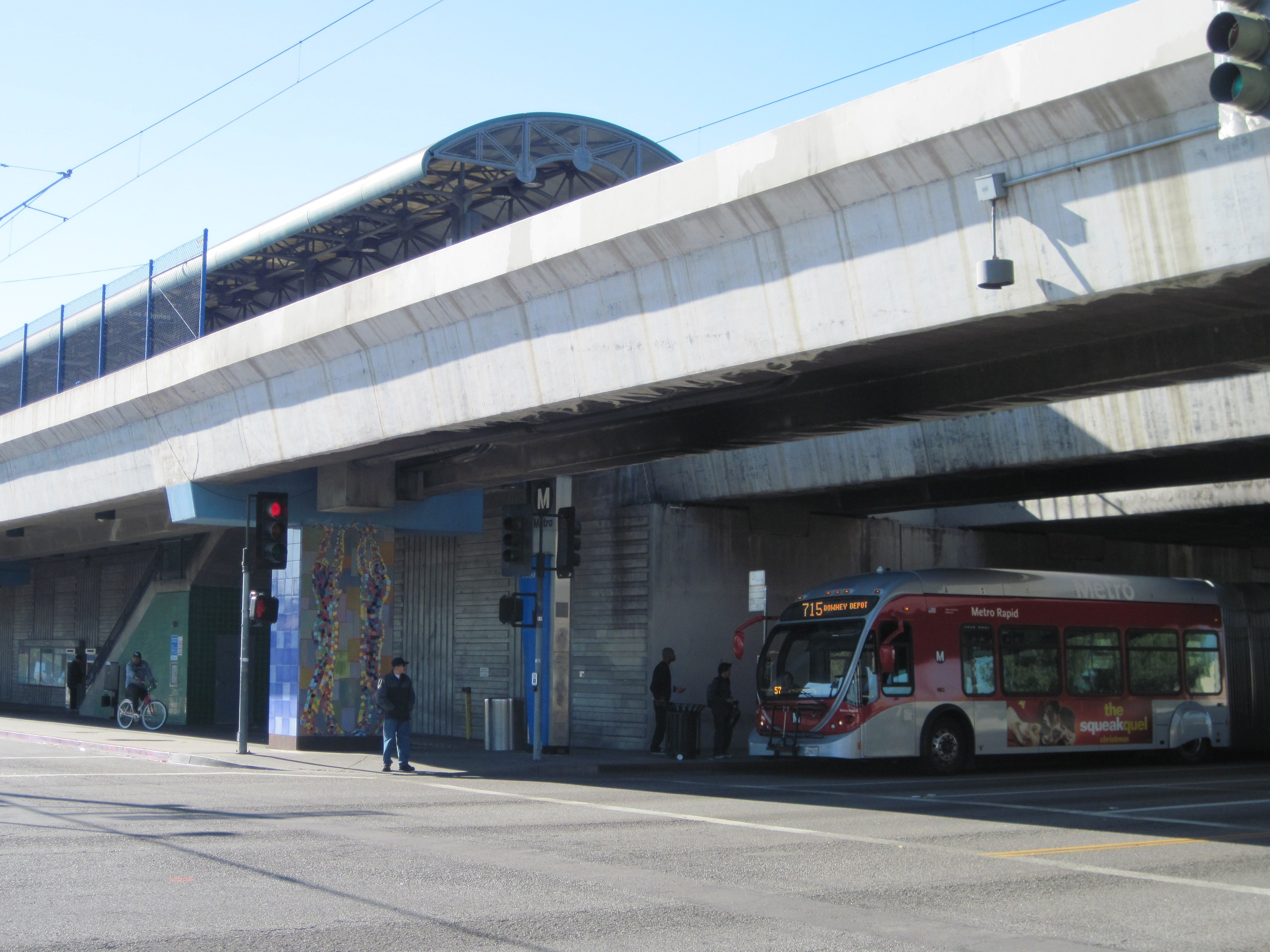
Vue depuis la route.
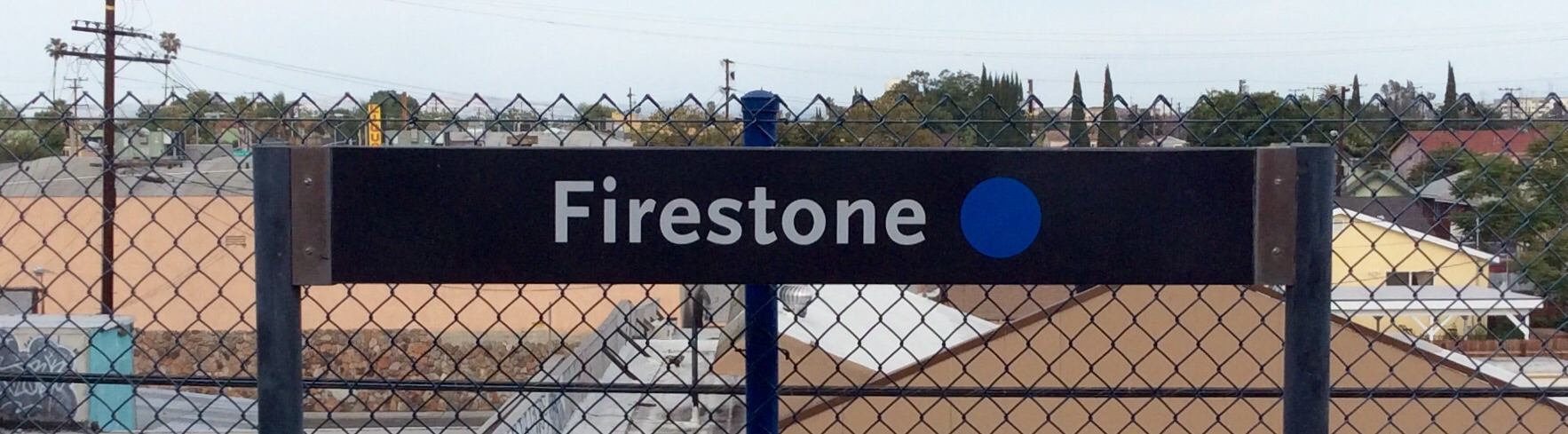
Signalétique.

### Desserte
Firestone est desservie par les rames de la ligne A du métro.

### Intermodalité
La station est desservie par les lignes d'autobus 55, 115, 254 et 355 de Metro. 